# All Nightmare Long
«All Nightmare Long» es una canción y sencillo de la banda estadounidense de heavy metal Metallica y el quinto de su noveno álbum de estudio, Death Magnetic. El sencillo se publicó el 15 de diciembre de 2008. La canción fue usada como el tema del evento pago de la WWE No Mercy 2008.
Esta canción tiene una estructura muy particular debido a su constante velocidad e intensidad, y un sonido bastante thrash semejante a los primeros trabajos de la banda. En el comienzo, presenta una intro muy al "estilo americano", y comienza con intensos cambios de riffs y a la vez de velocidad. Su composición se asemeja un poco a las de ...And Justice for All. Emplea la afinación Drop D, poco común en Metallica.
La canción fue estrenada en vivo el 5 de diciembre, en el Pengrowth Saddledome de Calgary, Alberta, Canadá.
La canción aparece en el videojuego Guitar Hero: Metallica, la cual es una de las más complicadas.

## Letra
La letra de esta canción vuelve a la vieja costumbre de Metallica (principalmente de Cliff y de James) de rendirle tributo a Los Mitos de Cthulhu
James mencionó en una entrevista: "Fue un intento por regresar a los mitos novelescos de H.P. Lovecraft  y del Círculo de Lovecraft como «The Thing That Should Not Be» y de «The Call of Ktulu». Esta canción trata sobre «Los perros de Tíndalos» (un relato del escritor Frank Belknap Long)".

## Video musical
El video musical dirigido por Roboshobo debutó el 7 de diciembre de 2008, en Metallica.com y Yahoo Video.
El video muestra un documental soviético científico-militar sobre el Evento de Tunguska de 1908. Y a partir de aquel evento unos científicos buscaron pruebas, restos de algo y sólo se encontró polvo. Pero este polvo contenía unas esporas capaces de revivir organismos muertos, aunque llevaran años en ese estado. Las esporas se inyectan en un filete, el cual se empieza a mover. Luego se prueba con un humano vivo y con un bastoncillo de algodón le aplican las esporas en una herida abierta en el brazo, la cual después de 8 horas sana completamente; aquí también se demuestra que las esporas pueden regenerar cualquier tejido. Después se experimenta con un gato que lleva semanas muerto; se le inyectan las esporas y revive. Luego estalla el conflicto entre los nazis y la Unión Soviética (Segunda Guerra Mundial, llamada Gran Guerra Patriótica en URSS) y en medio del conflicto se pierde el polvo que se consiguió por el evento Tunguska pero logran encontrar un espécimen entero en un lago, sacan sus esporas y al experimentarlas con una rana, ésta demuestra episodios de agresividad ya que al ser esporas de un espécimen que estuvo expuesto a la bomba atómica sus esporas presentaban cambios. Se muestra que Estados Unidos tiene un control mundial gracias al armamento nuclear que tiene. Para no caer bajo el poder de los Estados Unidos, los soviéticos ponen en marcha un plan en contra de estos, y dispersa esporas sobre todo el país, con la ayuda de un globo aerostático a gran altura. Al liberar las esporas en los Estados Unidos, estas reviven a los muertos del país, mutándolos y produciendo un apocalipsis zombi. Producto de esto, Estados Unidos se sume en un caos y la Unión Soviética envía ayuda con la condición de que Estados Unidos forme parte de la Unión Soviética. De esta forma, pone en marcha el plan de nuevo; pero ahora sobre todo el mundo con excepción de Rusia. Al igual como lo hicieron con Estados Unidos, la Unión Soviética domina totalmente el mundo. Finalmente, muchos años más tarde en el futuro, se encuentran organismos mutantes que acaban con la expedición que los encuentra.

## Versiones
El sencillo estará disponible en tres ediciones diferentes. La primera será un digipack con la versión de álbum de "All Nightmare Long", junto con las canciones "Wherever I May Roam" y "Master of Puppets", grabadas en vivo en Berlín en el lanzamiento de Death Magnetic en el O2 World de septiembre de 2008. La segunda edición, que la compañía grabadora llama la "carta J", también contiene la versión de estudio de "All Nightmare Long", junto con las canciones "Blackened" y "Seek and Destroy", también grabadas en el festival O2 World de Berlín. La tercera edición también contendrá la canción, en conjunto con un DVD, incluyendo un mini-documental de diez minutos mostrando el día de la banda en Berlín, junto con alrededor de veinte minutos de temas en vivo de la fiesta de lanzamiento del álbum, realizada esa noche, y también un video de quince minutos del cuarto de afinación del Rock Im Park.

## Créditos
- James Hetfield: Voz y guitarra rítmica.
- Kirk Hammett: Guitarra líder.
- Robert Trujillo: Bajo eléctrico y coros.
- Lars Ulrich: Batería y percusión.